# Aculco de Espinoza
Aculco de Espinoza, eller bara Aculco, är en ort i Mexiko, och administrativ huvudort i kommunen Aculco i den nordvästra delen av delstaten Mexiko, i den centrala delen av landet. Orten hade 1 823 invånare vid folkräkningen 2010, och är inte ett av de största samhällena i kommunen.
Aculco de Espinoza är uppsatt på listan Pueblos Mágicos, en lista som tillhandahålls av den Mexikanska regeringen för att lyfta fram mindre samhällen med särskild atmosfär.

## Galleri

En gata.
Centralt.
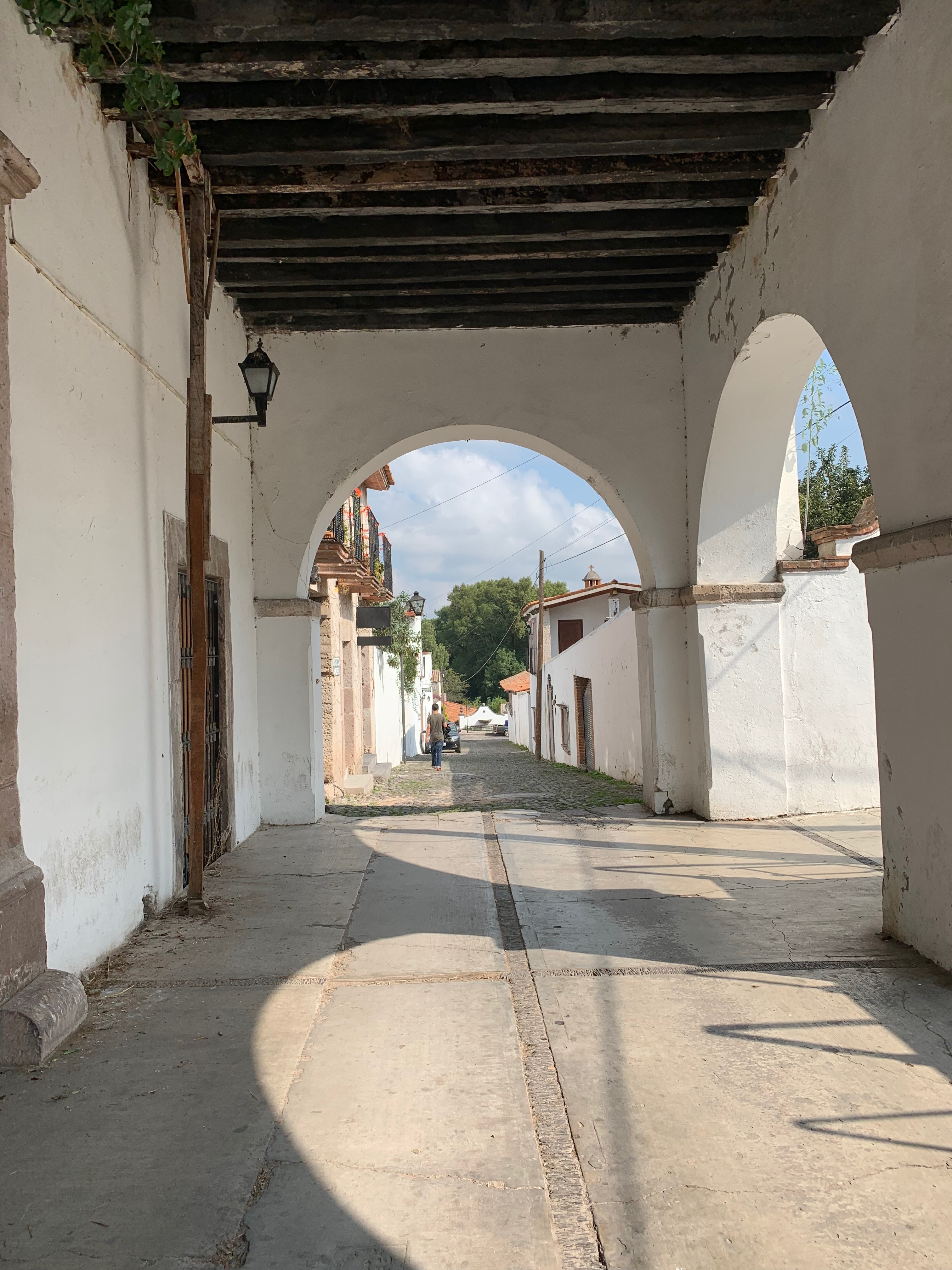
Valv, centralt.
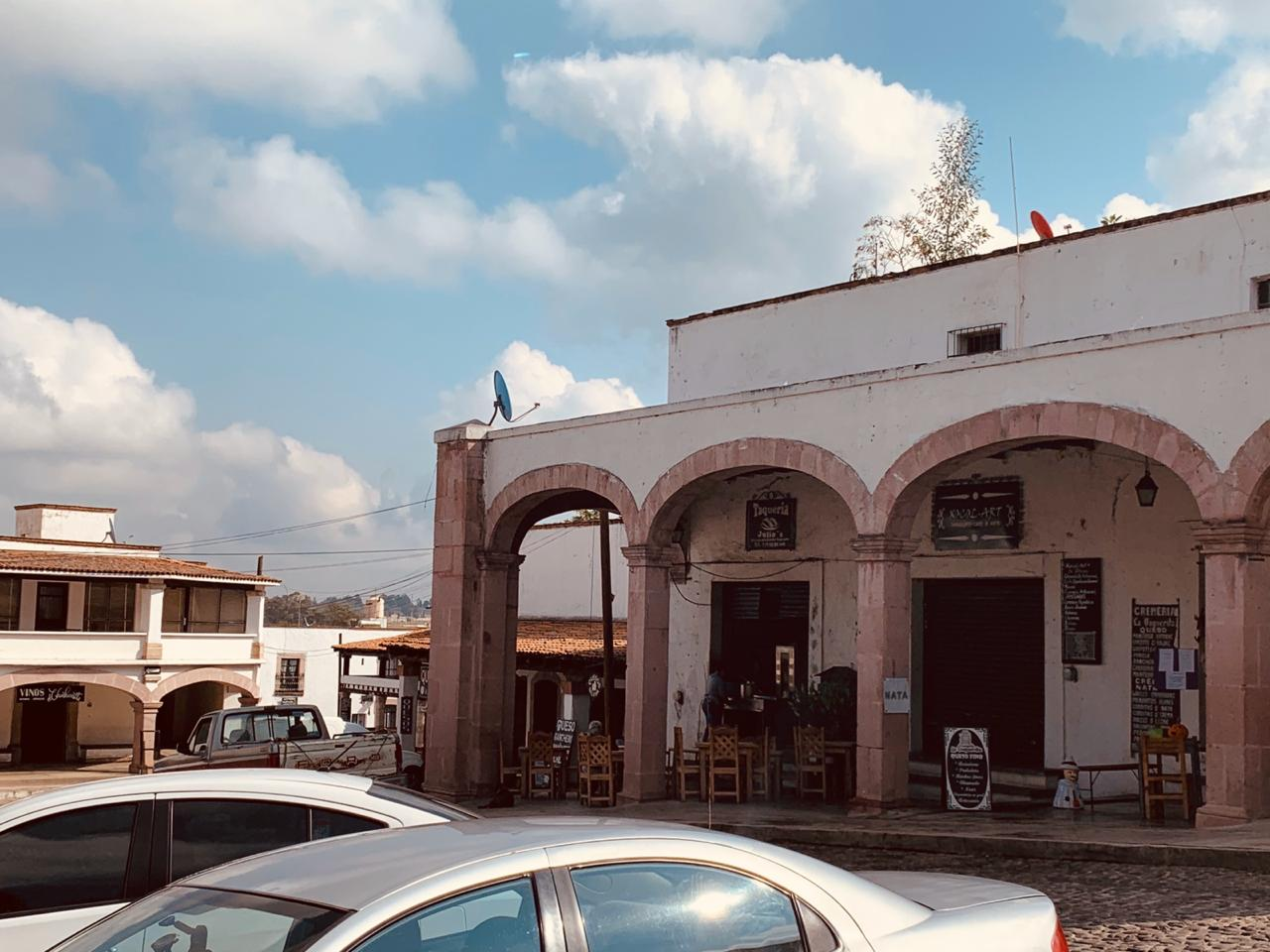
En restaurang vid ett torg.
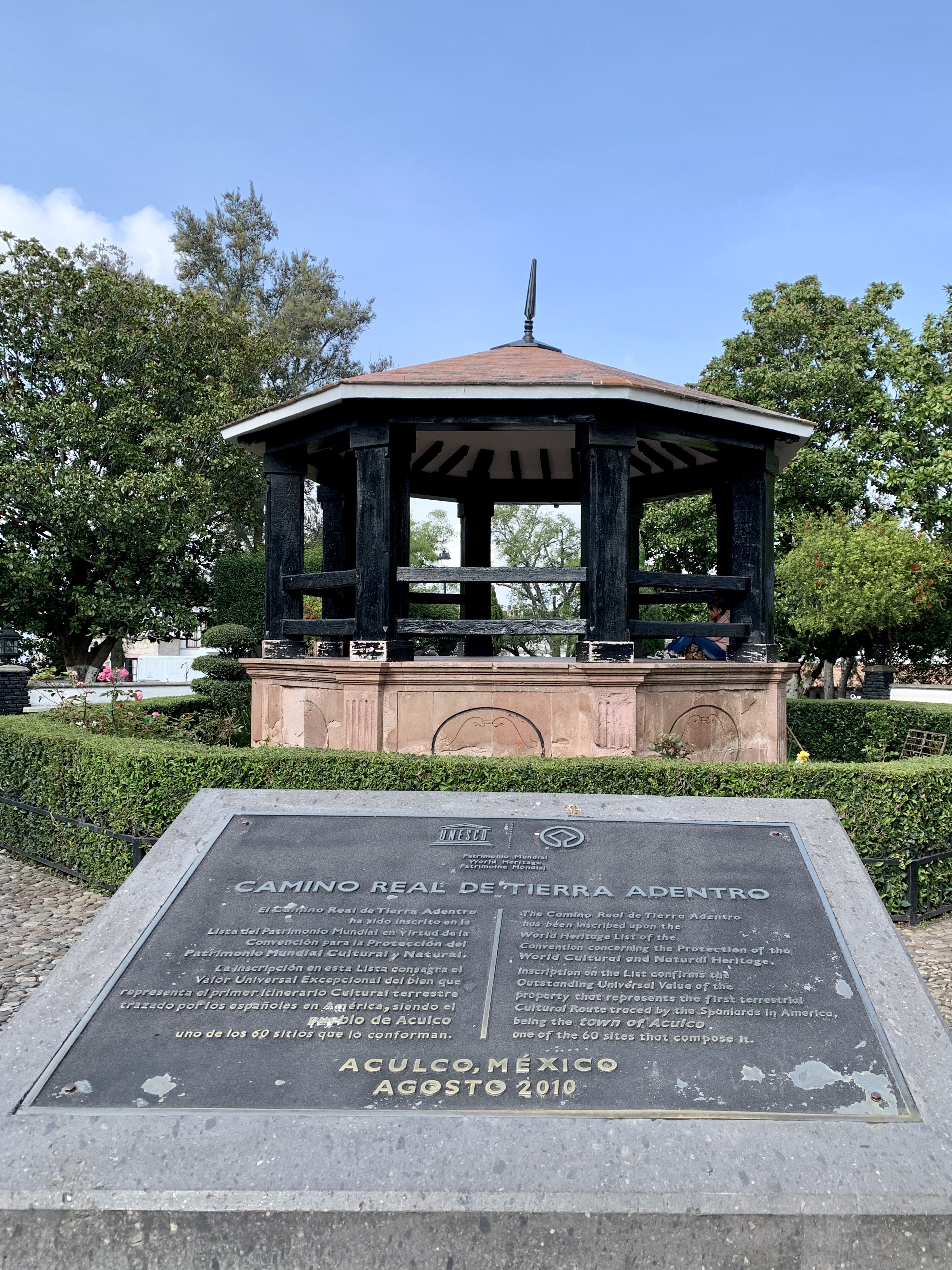
Paviljong och monument vid Plaza Central.
Den typiska namnskylten som finns i de flesta Mexikanska orter.